# 斉藤円香
斉藤 円香（さいとう まどか、2002年10月28日 - ）は、日本の歌手、アイドル。女性アイドルグループOCHA NORMAのメンバーおよびリーダー。
埼玉県出身。アップフロントプロモーション所属。

## 略歴
2017年
- 『ハロー!プロジェクト新メンバーオーディション』に応募するも、落選。

2018年
- 『ハロー!プロジェクト“ONLY YOU”オーディション』に応募するも、落選。
- 11月1日、楠萌生・小野田華凜とともにハロプロ研修生に加入。

2019年
- 7月11日、ハロプロ研修生ユニットのメンバーに選出される。

2021年
- 3月7日、Zepp Tokyoで開催された『Hello! Project 研修生発表会 2021 3月 〜Yell〜』にて、新グループ（後のOCHA NORMA）の結成が発表され、ハロプロ研修生ユニットの米村姫良々・石栗奏美・窪田七海・斉藤の4名がメンバーに選出される。
- 12月12日、OCHA NORMAのメンバーとしてハロー!プロジェクトに加入。

2022年
- 4月9日、新宿ReNYで開催された『OCHA NORMA FCイベント2022〜OCHA NORMAの間2〜』において、OCHA NORMAのリーダーに就任。
- 7月13日、シングル「恋のクラウチングスタート/お祭りデビューだぜ!」でOCHA NORMAとしてメジャーデビュー。
- 11月7日、西﨑美空とともに、源吉兆庵のイルミネーション点灯式に参加。

2024年
- 10月28日、1st写真集「円香」を発売。

2025年
- 1月2日、Instagramを開設。
- 3月24日、大学を中退していたことを報告。

## 人物
- メンバーカラーはシーブルー。
- 血液型O型。身長163 cm[13]。
- 特技は書道（準七段）。趣味はディズニーの映画鑑賞やグッズを集めること、テレビゲーム。好きな音楽ジャンルはJ-POP、洋楽、VOCALOID。好きなスポーツは水泳。フィギュアスケート（見る専門）[14]。醤油が好き[15]。
- 座右の銘は「和顔愛語」[14]。
- 兄が3人おり、長男は10歳、次男は8歳、三男は5歳離れている。長男はコミックマーケットに作品を出展していたことがあり、斉藤は小学生の頃にその売り子をしていたという[16]。また、斉藤のバースデーイベント[注 1]のグッズのTシャツに、長男が斉藤のイラストを描いている[17]。
- ニックネームの「まどぴ」は、斉藤の名前「まどか」と、斉藤が好きなニンテンドー3DS専用ゲームソフト『新・光神話 パルテナの鏡』に登場する「ブラックピット」（通称:ブラピ）を合わせたもの[2]。
- スマホゲーム『あんさんぶるスターズ!』が中学1年生から大好きだといい[18]、ブログの話題としても挙げられている。
- 好きなお笑い芸人はチェリー吉武。ギネス世界記録更新に挑む姿に感動し、ファンになったという[19]。
- メンバーに対するスキンシップが多く、特に年少のメンバーに対しては過度であることから「まどハラ」と呼ばれている[20][21]。
- スマホの待ち受け画面を、メンバーの北原ももにしていた時期がある[22]。
- 小学生の時にアニメ『イナズマイレブン』が好きで観ており、主題歌を歌っていたBerryz工房が好きになったことからハロプロを知り、元モーニング娘。'17の工藤遥に一目惚れした[23]。憧れの先輩としても挙げており、存在の全てが好きで[24]、工藤の卒業が、自身が諦めかけていたアイドルの夢に再挑戦するきっかけになったという[25]。また、BEYOOOOONDSの前田こころも憧れの先輩として挙げている[26]。

## 出演

### テレビアニメ
- シャドウバースF セブンシャドウズ編 第51話（2023年7月8日、テレビ東京） - 円香 役[27]

### ラジオ
- OCHA NORMA 斉藤円香のAVIOTラジオ（2024年10月12日 - 2025年3月29日、インターネットラジオ超!A&G+、毎週土曜）[28] - 声優の若山詩音と週替わりで、毎月2週目、4週目を担当

### ネット配信
- 限界オタクション（2025年3月5日、ABEMA SPECIALチャンネル） - ナレーション[29]

### イベント
- ジャパンインターナショナルボートショー2025（2025年3月20日、パシフィコ横浜展示ホール）

### 舞台
- 演劇女子部『図書館物語〜3つのブックマーク〜』（2021年11月11日 - 21日、池袋シアターグリーン BIG TREE THEATER） - 朝井夏生 役
- 演劇女子部「ミラーガール」（2024年11月8日 - 17日、こくみん共済 coop ホール／スペース・ゼロ） - 門倉渚 役

### ミュージック・ビデオ
- 宮本佳林 1stシングル「規格外のロマンス」（2021年12月1日） - バックダンサー

## 書籍

### 写真集
- 円香（2024年10月28日、オデッセー出版、撮影：大塚素久）ISBN 978-4-911265-04-8[10]

### 雑誌連載
- 声優グランプリ「斉藤円香の推し活茶飯事!」（2023年12月号 - 2024年5月号）

## 所属グループ・ユニット
- OCHA NORMA（2021年 - ）